# トキワマンサク
トキワマンサク（常磐満作・常磐万作、学名: Loropetalum chinense）は、マンサク科トキワマンサク属の常緑小高木。庭木や公園樹にされる。和名は常緑樹で、冬でも葉があることに由来する。

## 概要
本州中部以南から九州、台湾、中国南部、インド東北部に分布する。ただし、日本での自生は極めて限定的で、静岡県湖西市・三重県伊勢神宮・熊本県荒尾市のみ知られる。常緑広葉樹の小高木。樹皮は茶褐色から黒褐色で、成木は割れて薄片状に剥がれる。若木は皮目が目立ち、浅いくぼみがある。葉は互生し、長さ2.5 - 6センチメートル (cm) 、葉身はやや光沢がある緑色で左右非対称である。
花期は4 - 5月ごろで、細長い4枚の花弁の花を咲かせる。花の色は、基本種はごく薄い黄色であるが、紅色の変種であるベニバナトキワマンサク Loropetalum chinense var. rubrum（中国原産で葉も赤みを帯びる）がよく栽培されている。
冬芽は褐色で、星状毛が生える。
トキワマンサク属にはこのほかに中国南部などに分布する2種の高木、L. lanceum およびL. subcordatum がある。

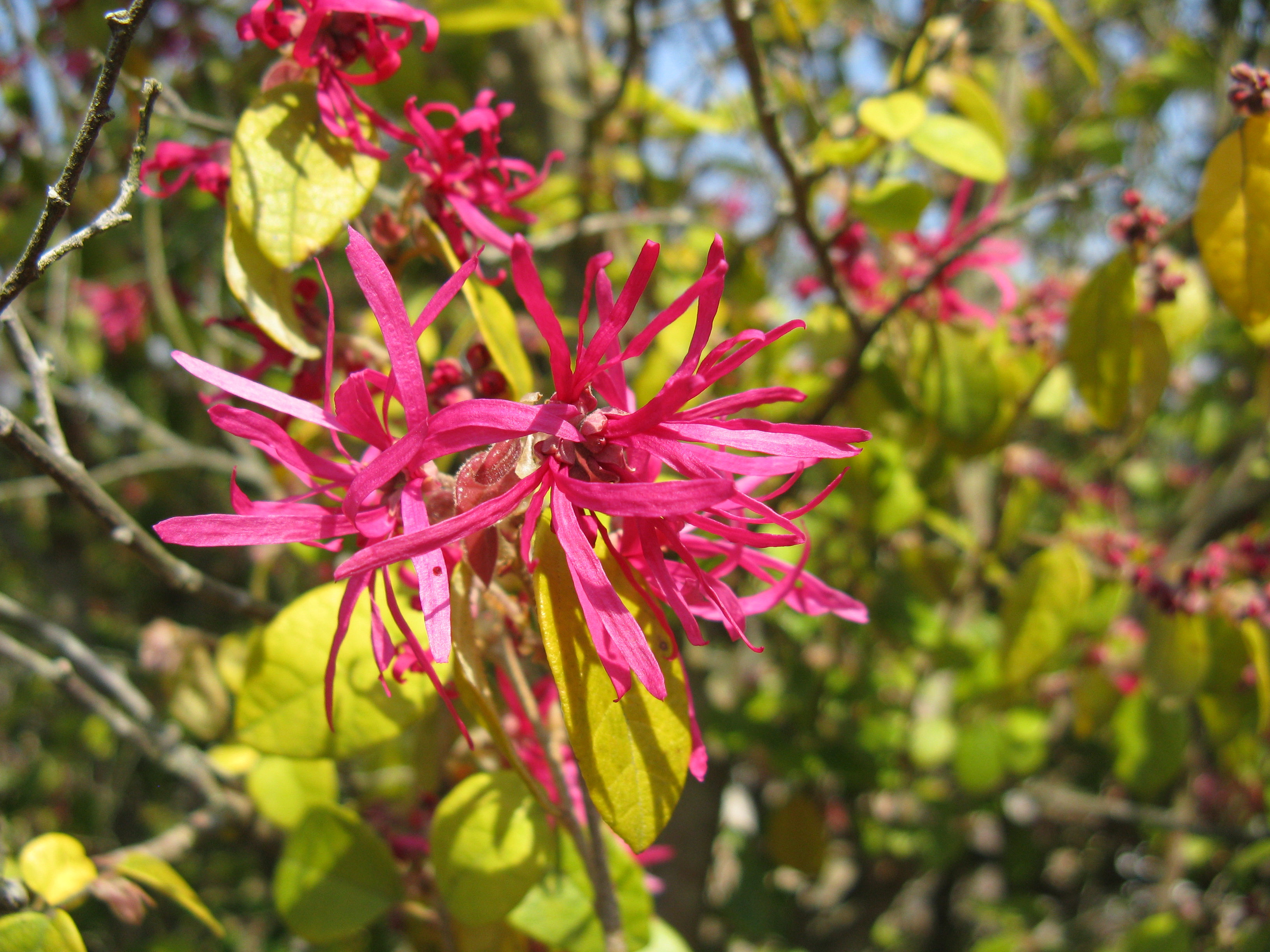
ベニバナトキワマンサク